# Mashhads internationella flygplats
Mashhads internationella flygplats, eller Mashhad Shahid Hasheminezhad internationella flygplats (persiska: فرودگاه بین‌المللی شهید هاشمی‌نژاد مشهد), är en flygplats i nordöstra Iran. Den ligger i vid staden Mashhad, huvudort i provinsen Razavikhorasan. Flygplatsen ligger 994 meter över havet.